# Leucopis magnicornis
Leucopis magnicornis är en tvåvingeart som beskrevs av Friedrich Hermann Loew 1856. Leucopis magnicornis ingår i släktet Leucopis och familjen markflugor. Inga underarter finns listade i Catalogue of Life.